# Чудиновских, Эмма Ильинична
Эмма Ильинична Чудиновских (род. 16 мая 1936, Свердловск — 19 апреля 1970, Ивано-Франковск) — советский историк, медиевист. Ведущая специалистка по истории средневековых Балкан. В своем фундаментальном труде по истории городов Далмации раскрыло влияние торговли на становление и развитие градостроительства у южных славян. Представительница Уральской школы византистики. Первой в работе по изучению истории южных славян использовала греческие портуланы. Представительница Уральской школы византиноведения.

## Биография
Родилась 16 мая 1936 года в городе Свердловск.
С 1953 по 1958 училась на историческом факультете Уральского университета. С 1958 по 1960 работала ассистентом на кафедре всеобщей истории Уральского университета. С 1960 по 1963 училась на аспирантуре при кафедре всеобщей истории того же университета.
В 1967 году защитила кандидатскую диссертацию по теме: «Торговля далматийских городов с Центральным и Восточным Средиземноморьем в конце XIII — первой половине XV в. По материалам Трогира, Дубровника, Котора». Научный руководитель Сюзюмов Михаил Яковлевич.
Новизна работы заключалась в том, что впервые в советской историографии для исследования были использованы греческие портуланы. Одновременно работала на кафедре всеобщей истории Уральского университета до 1965 года преподавала историю средних веков и латинский язык.
С сентября 1965 года работала в Станиславском педагогическом институте, с 1968 года — доцент кафедры всеобщей истории историко-педагогического факультета института.
Умерла 19 апреля 1970 года в Ивано-Франковске, похоронена на городском «Киевском» кладбище. Могила не сохранилась.

## Работы
- Э. И. Чудиновских Греческие портулаки как источники по истории торговых путей Центрального и Восточного Средиземноморья 15-16 вв. Сб. «Античная древность и средние века» Вып.3 Свердловск. 1965 г.
- Э. И. Чудиновских Торговая деятельность населения далматинских городов в 13-14 вв. по данным нотариальных актов Сб. «Вопросы истории словян» вып. 2 Воронеж. 1966 г.
- Э. И. Чудиновских Развитие торговых связей далматинских городов в 13-14 вв. Ученые записки Пермского гос.ун-та им. Горького, № 143, исторические науки, Пермь 1966 г.
- Э. И. Чудиновских Далматинский нотариат и его византийские корни. Византийский временник. Том 35 (60) с.244-248 1973 г.[6]